# Неклюдово (Ульяновская область)
Неклюдово — село в составе Глотовского городского поселения Инзенского района Ульяновской области.

## География
Находится на левом берегу реки Сюксюм на расстоянии примерно 20 километров к востоку от районного центра города Инза.

## История
Село основано во второй половине XVII века.
В 1780 году, при создании Симбирского наместничества, село Рожественское (оно же Неклудовка), при речке Сюксеме, помещиковых крестьян, вошло в состав Карсунского уезда. С 1796 года — в Карсунском уезде Симбирской губернии.
В 1800 году, женой д. ст. сов. Матроной Ивановой Тулузаковой, был построен новый каменный храм. Престолов в нём три: главный — в честь Рождества Христова, в правом приделе — в память Усекновения главы св. прор. Предтечи и Крестителя Господня Иоанна и в левом — во имя Святителя и Чудотворца Николая.
После Тулузаковой село перешло во владение княгини Софьи Семеновны Кулунчаковой. До отмены крепостного права ей принадлежало 163 крепостных и 49 дворовых крестьян. Софья Семеновна состояла в родстве с Любовью Алексеевной Кулунчаковой — матерью писателя А. И. Куприна, которая воспитывала сына одна, поскольку Иван Куприн скончался, когда сыну было всего 1 год от роду.
В 1883 г. в деревне Неклюдовке насчитывалось 43 двора, проживало 88 мужчин и 112 женщин. 245 мужчин и 241 женщина.
В 1900 г. в селе насчитывалось 78 двора.
В 1910 г. начальником почтового отделения служил коллежский регистратор Петр Александрович Сокольский.
В 1913 году 102 двора и 588 жителей, Христорождественская церковь (закрыта в 1932 г.) и школа. 
В 1990-е годы работало отделение СПК «Неклюдовский».

## Население
| 2010 |
| ---- |
| 87   |

Население составляло 136 человека в 2002 году (русские 93 %).

## Известные уроженцы
- Малиновский, Михаил Сергеевич (1880—1976) — советский акушер-гинеколог, Герой Социалистического Труда (1971)

## Достопримечательности
- Христорождественская церковь (Церковь в честь Рождества Христова) [4][6][9][10][11][12][13][14]

## Галерея

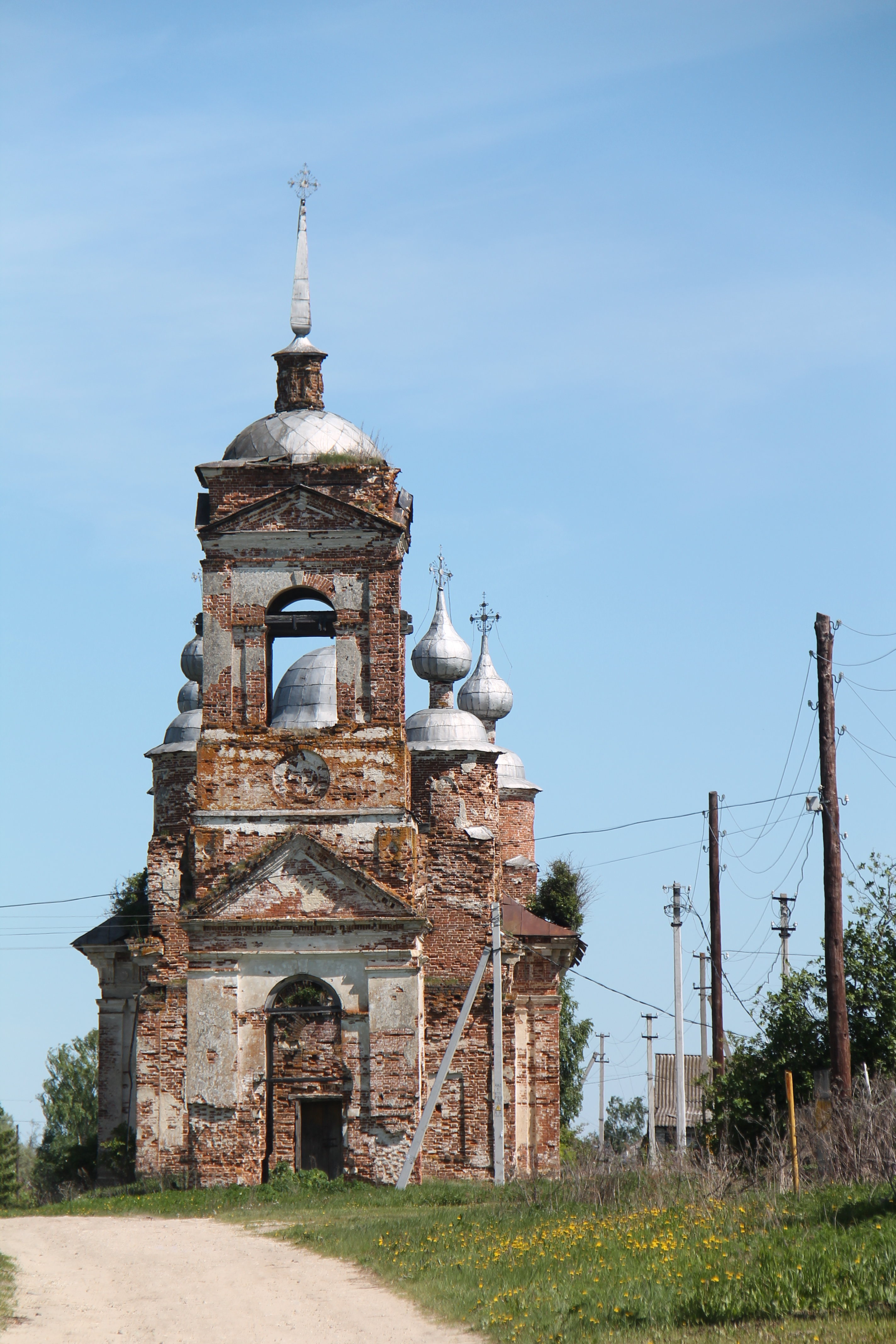
Рождественский храм в селе Неклюдово.
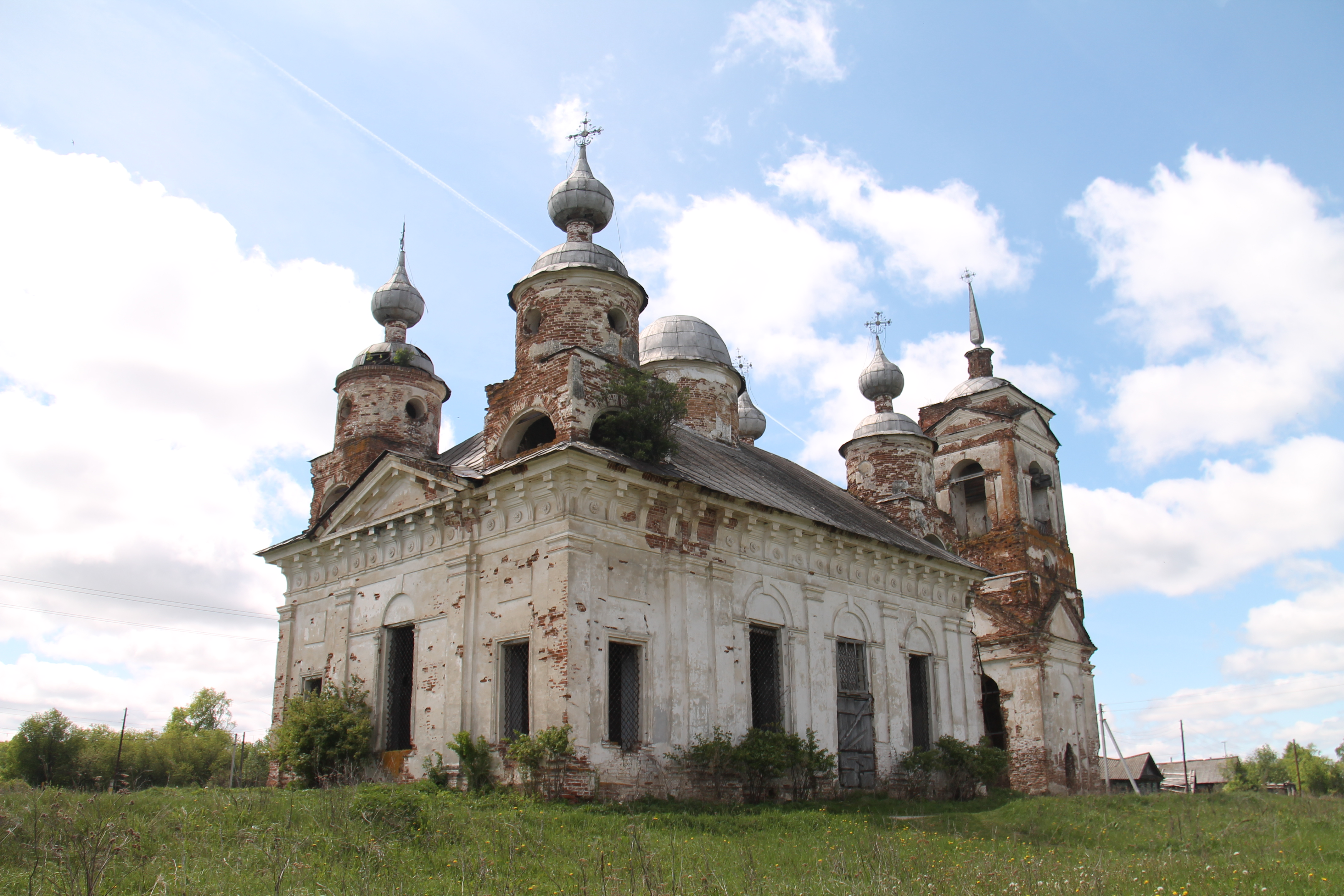
Церковь в селе Неклюдово.